# Fields of Gold: The Best of Sting 1984–1994
| Оценки критиков               | Оценки критиков |
| Источник                      | Оценка          |
| ----------------------------- | --------------- |
| AllMusic                      | [ 1 ]           |
| Entertainment Weekly          | B               |
| The Rolling Stone Album Guide | [ 3 ]           |

Fields of Gold: The Best of Sting 1984—1994 — первый официальный сборник суперхитов британского рок-музыканта Стинга, содержит синглы из альбомов: The Dream of the Blue Turtles, …Nothing Like the Sun, The Soul Cages и Ten Summoner’s Tales. Компиляция включает две новые песни: «When We Dance» и «This Cowboy Song» — обе были выпущены как синглы (однако, эта версия «This Cowboy Song» вышла как би-сайд; на а-сайде была издана регги-версия песни, которую Стинг записал в сотрудничестве с Пато Бентоном). Также на диске фигурирует альтернативная версия «We’ll Be Together» и новая версия «Why Should I Cry for You», которая отличается от оригинала из The Soul Cages (но это не было отмечено в буклете диска). Международная версия сборника содержит пять дополнительных треков, которые отсутствуют на американском издание диска. Однако, в этой расширенной версии отсутствуют песни «Be Still My Beating Heart» и «Fortress Around Your Heart».

## Список композиций

### Американское издание
Все песни написаны Стингом.
1. «When We Dance» — 5:59
  - Новая песня
2. «If You Love Somebody Set Them Free» — 4:15
  - Оригинальная версия песни из альбома The Dream of the Blue Turtles (1985).
3. «Fields of Gold» — 3:39
  - Оригинальная версия песни из альбома Ten Summoner's Tales (1993).
4. «All This Time» — 4:55
  - Оригинальная версия песни из альбомаThe Soul Cages (1991).
5. «Fortress Around Your Heart» — 4:36
  - Ремикс, оригинальная версия вышла на альбоме The Dream of the Blue Turtles (1985).
6. «Be Still My Beating Heart» — 5:32
  - Оригинальная версия песни из альбома ...Nothing Like the Sun (1987).
7. «They Dance Alone|They Dance Alone (Cueca Solo)» — 7:10
  - Оригинальная версия песни из альбома …Nothing Like the Sun (1987).
8. «If I Ever Lose My Faith in You» — 4:31
  - Оригинальная версия песни из альбома Ten Summoner’s Tales (1993).
9. «Fragile» — 3:53
  - Оригинальная версия песни из альбома …Nothing Like the Sun (1987).
10. «Why Should I Cry for You?» — 4:50
  - Ремикс, оригинальная версия вышла на альбоме The Soul Cages.
11. «Englishman in New York» — 4:27
  - Оригинальная версия песни из альбома …Nothing Like the Sun (1987).
12. «We'll Be Together» — 3:51
  - Новая версия песни из альбома …Nothing Like the Sun, ранее не издавалась.
13. «Russians» — 3:58
  - Оригинальная версия песни из альбома The Dream of the Blue Turtles (1985).
14. «This Cowboy Song» — 5:00
  - Новая песня

### Международное издание
Все песни написаны Стингом.
1. When We Dance — 5:59
  - Новая песня
2. If You Love Somebody Set Them Free — 4:15
  - Оригинальная версия песни из альбома The Dream of the Blue Turtles.
3. Fields of Gold — 3:39
  - Оригинальная версия песни из альбома Ten Summoner's Tales.
4. All This Time — 4:55
  - Оригинальная версия песни из альбома The Soul Cages.
5. Englishman in New York — 4:27
  - Оригинальная версия песни из альбома ...Nothing Like the Sun.
6. Mad About You — 3:54
  - Оригинальная версия песни из альбома The Soul Cages.
7. It's Probably Me — 5:10
  - Оригинальная версия песни из саундтрека к кинофильму Смертельное оружие 3.
8. They Dance Alone (Cueca Solo) — 7:10
  - Оригинальная версия песни из альбома …Nothing Like the Sun.
9. If I Ever Lose My Faith in You — 4:31
  - Оригинальная версия песни из альбома Ten Summoner’s Tales.
10. Fragile — 3:53
  - Оригинальная версия песни из альбома …Nothing Like the Sun.
11. We’ll Be Together — 3:51
  - Альтернативная версия песни из альбома …Nothing Like the Sun.
12. Moon Over Bourbon Street — 4:00
13. Love Is the Seventh Wave — 3:32
14. Russians — 3:58
  - Треки 12—14 вышли на альбоме The Dream of the Blue Turtles.
15. Why Should I Cry for You — 4:50
  - Альтернативная версия песни из альбома The Soul Cages.
16. This Cowboy Song — 5:00
  - Новая песня
17. Fragilidad — 3:51
  - Оригинальная версия песни из мини-альбома …Nada como el sol.

## Хит-парады
| Хит-парад (1994)          | Высшая позиция |
| ------------------------- | -------------- |
| Australian Albums Chart   | 20             |
| Austrian Albums Chart     | 7              |
| Canadian Albums Chart     | 14             |
| Dutch Albums Chart        | 5              |
| European Albums Chart     | 2              |
| French Compilations Chart | 4              |
| German Albums Chart       | 4              |
| Irish Albums Chart        | 4              |
| Italian Albums Chart      | 1              |
| New Zealand Albums Chart  | 5              |
| Portuguese Albums Chart   | 5              |
| Swedish Albums Chart      | 5              |
| Swiss Albums Chart        | 5              |
| UK Albums Chart           | 2              |

| Хит-парад (1995)                | Высшая позиция |
| ------------------------------- | -------------- |
| Belgian (Flanders) Albums Chart | 17             |
| Belgian (Wallonia) Albums Chart | 15             |
| Norwegian Albums Chart          | 5              |